# Hugo Hinck
Hugo Hinck (* 1840 in Glückstadt; † Januar oder Februar 1876 in Greifswald) war ein deutscher Klassischer Philologe und Bibliothekar.

## Leben
Hugo Hinck studierte Klassische Philologie an der Universität Kiel, wo ihn vor allem Otto Ribbeck prägte. Aus einer Preisaufgabe der Philosophischen Fakultät, die das Verhältnis zweier wichtiger Handschriften der Sophokles-Tragödie Elektra zum Gegenstand hatte, entwickelte Hinck seine Dissertation, mit der er 1863 zum Dr. phil. promoviert wurde. Die Arbeit blieb gemäß den damaligen Bestimmungen ungedruckt.
Ein Stipendium ermöglichte Hinck nach dem Studium (ab 1864) eine längere Bildungsreise nach Rom, die er zu intensiven Studien der archäologischen Sammlungen nutzte. Hinck verkehrte am Deutschen Archäologischen Institut, wo er ab 1867 als Assistent des Sekretärs Wilhelm Henzen tätig war und seinen Aufenthalt so um einige Jahre verlängerte. Das Deutsche Archäologische Institut wählte ihn 1866 zum korrespondierenden und 1870 zum ordentlichen Mitglied. In Rom veröffentlichte Hinck Studien zur antiken Kunstarchäologie und zu griechischen Handschriften. Außerdem erstellte er zwei Editionen spätantiker griechischer Schriften, nämlich des fälschlich Libanios zugeschriebenen Briefstellers (ἐπιστολιμαῖοι χαρακτῆρες, 1869) und der Deklamationen des griechischen Sophisten und Rhetors Polemon von Laodikeia (1873, Vorwort vom Dezember 1872).
Im Sommer 1873 verließ Hinck Italien wieder und ging zum 23. Juni 1873 als Kustos an die Universitätsbibliothek Heidelberg. Zum 1. November 1874 wechselte er in derselben Eigenschaft an die Universitätsbibliothek Greifswald. Er starb Anfang 1876, vor dem 8. Februar, an einem chronischen Lungenleiden.

## Schriften (Auswahl)
- Codices Laurentianus et Parisinus per Electrae, fabulae Sophocleae textum Ottonis Jahni exemplari adhibito inter se comparantur, ut quae inter utrumque librum ratio intercedat et uter alteri sit praeferendus intelligatur. Ungedruckte Dissertation (Preisschrift der Philosophischen Fakultät), Kiel 1863
- Duo pitture Pompeiane riferibili al mito di Marte e Venere. In: Annali dell’instituto di correspondenza archeologica. Band 38 (1866), S. 82–107
- Duo sarcofaghi riferibili al mito d’Ippolito e Fedra. In: Annali dell’instituto di correspondenza archeologica. Band 39 (1867), S. 109–123
- Beschreibung des Codex Vaticanus 915. In: Neue Jahrbücher für Philologie und Pädagogik. Band 97 = Jahrbücher für classische Philologie. Band 14 (1868), S. 336–339
- Die ἐπιστολιμαῖοι χαρακτῆρες des Pseudo-Libanios. In: Neue Jahrbücher für Philologie und Pädagogik. Band 99 = Jahrbücher für classische Philologie. Band 15 (1869), S. 537–562
- Polemonis Declamationes quae extant duae. Accedunt excerpta e Callinici Adriani Jamblichi Diodori libris et Isaaci Porphyrogenneti Περὶ τῶν καταλειφθέντων ὑπὸ τοῦ Ὁμήρου et Περὶ ἰδιότητος καὶ χαρακτήρων τῶν ἐν Τροίᾳ Ἑλλήνων τε καὶ Τρώων quae vulgo dicuntur scripta. Leipzig 1873